# Friedrich Dombois
Friedrich Carl Dombois (* 8. Juni 1860 in Selters; † 12. November 1931 in Potsdam) war ein deutscher Verwaltungsbeamter, Jurist, Landrat des Kreises Prüm und des Landkreises Guben sowie zuletzt Senatspräsident am Preußischen Oberverwaltungsgericht.

## Leben

### Herkunft und Ausbildung
Friedrich Dombois wurde als Sohn des Herzoglich Nassauischen Amtssekretärs und späteren königlich-preußischen Landrats Adolph Dombois und dessen Ehefrau Johanna Dombois, geborene Schnabelius, geboren. Im Anschluss an den Besuch eines Gymnasiums studierte er in Marburg, Straßburg und Berlin Rechtswissenschaften. 1879 wurde er Mitglied des Corps Rhenania Straßburg. Nach Ablegung des Ersten Staatsexamens und nach Ernennung zum Gerichtsreferendar (31. Oktober 1882) erhielt er seine weitere Ausbildung bei den Landgerichten Köln bzw. Aachen, dem Amtsgericht Erkelenz und der Staatsanwaltschaft Berlin, ehe er zum 13. November 1884 als Regierungsreferendar in den Preußischen Verwaltungsdienst wechselte, wo er Einsatz bei den Königlich Preußischen Regierungen Aachen und Köslin fand.

### Werdegang
Mit seiner Ernennung zum Regierungsassessor am 22. Dezember 1887, nach Ablegung des zweiten Staatsexamens, wurde Dombois der Direktion der Verwaltung der Direkten Steuern zur Beschäftigung überwiesen. Und von dieser am 3. Juli 1890 nach Prüm versetzt, um dort zunächst kommissarisch nach der Versetzung des bisherigen Landrats Hugo Brasch nach Insterburg die Verwaltung zu übernehmen. Seine definitive Ernennung zum königlich-preußischen Landrat in Prüm folgte am 18. Juni 1891. Von Prüm aus wurde Friedrich Dombois am 16. Dezember 1899 ebenfalls kommissarisch mit der Verwaltung des Kreises Guben beauftragt, aber bereits mit dem 22. August 1900 und unter Ernennung zum Regierungsrat an das Oberpräsidium der Rheinprovinz nach Koblenz berufen (23. März 1903 Ernennung zum Oberregierungsrat ebenda). Mit seiner Beförderung zum Oberverwaltungsgerichtsrat (30. April 1907) wechselte er dann mit dem Oberverwaltungsgericht in Berlin-Charlottenburg an das höchste Preußische Verwaltungsgericht. Nach seiner Berufung zum Senatspräsidenten am 20. Juni 1921 ging er in dieser Stellung am 22. September zum 1. Oktober 1925 in den Ruhestand.

### Familie
Der Protestant Friedrich Dombois heiratete am 20. November 1888, vermutlich in Köslin, Charlotte Mannkopff, deren Vater Julius Mannkopff in Köslin als Rechtsanwalt und Notar niedergelassen war und dessen Frau Anna Mannkopff, geb. Gessner. Ihr Sohn Wilhelm Dombois (1890–1982) war ebenfalls preußischer Verwaltungsbeamter und zuletzt Landrat des Rhein-Wupper-Kreises. Sein Schwager Georg Mannkopff leitete von 1891 bis 1903 die Verwaltung des Landkreises Wittlich.:621 f. Ab 1894 war Friedrich Dombois als Mitglied der evangelischen Kirchengemeinde in Prüm Presbyter.